# Gioan Bosco
Gioan Bosco (1815-1888), hay Don Bosco (theo tiếng Ý truyền thống thì chữ "Don" là một từ xưng hô tôn kính) hoặc Giovanni Bosco, là một vị thánh của Giáo hội Công giáo Rôma. Nổi tiếng là một nhà hùng biện ở Torino, tuy nhiên, ông được biết nhiều nhất với tư cách là người sáng lập ra tu hội Salesian vào năm 1852.

## Thân thế và sự nghiệp
Ông tên đầy đủ là Giovanni Melchiorre Bosco, sinh ngày 16 tháng 8 năm 1815 tại làng Becchi, thuộc tỉnh Piémont miền Bắc nước Ý, trong một gia đình nông dân nghèo. Cha ông là Phanxicô Bosco mất khi ông mới lên hai tuổi. Mẹ ông là bà Magarita. Bà qua đời cuối năm 1865.
Gia cảnh khó khăn, từ nhỏ, để có tiền đi học, ông đã phải làm nhiều việc khác nhau: chăn bò, việc đồng áng, bồi bàn cà phê, may quần áo, may giầy... Năm 11 tuổi, ông mới bắt đầu được đi học, tuy nhiên đến năm 16 tuổi ông đã vào được bậc trung học. 
Tuy vậy, từ nhỏ ông đã có chí nguyện tu hành giúp đời. Vì vậy, năm 1835, ông vào Đại chủng viện Torino, được thụ phong linh mục 6 năm sau đó, vào ngày 5 tháng 6 năm 1841 (26 tuổi). Sau khi chịu chức, ông khởi đầu mục vụ tông đồ bằng cách đi thăm các Trại Giáo hóa dành cho các thanh thiếu niên phạm pháp tại Giáo phận Torino.
Cuối năm 1841, ông nhận nuôi dưỡng Bartôlômêô Garelli, một trẻ em vô gia cư. Dần dà, ông nhận nuôi thêm nhiều trẻ em vô gia cư hoặc mồ côi. Ban đầu, ông quy tụ các em để tổ chức vui chơi, tham dự Thánh Lễ và học giáo lý. Sau khi có nơi ở cố định ở Valdocco, Thành Torinô, ông đã cho xây nhà nội trú, mở các lớp dạy học và các xưởng dạy nghề. Số lượng trẻ em ngày càng đông, khiến nghĩa cử của ông ngày càng vất vả, khiến ông từng ngã bệnh do bị sưng phổi nặng nhưng may mắn qua khỏi.
Do bấy giờ chính phủ Ý gây nhiều rắc rối, nên ông đã phải nhờ một số tu sĩ đến giúp đỡ trong việc lo cho các trẻ mồ côi. Các tu sĩ này là những hạt nhân đầu tiên của một tu hội mới, ra đời với mục đích chăm lo giáo dục các trẻ em mồ côi nghèo khổ, noi gương Thánh Phanxicô Salê. Chính vì thế, từ năm 1854, các Cộng sự của Gioan Bosco được gọi là "Salêdiêng" (Salésienne).
Năm 1859, Gioan Bosco cùng với các đồng chí của mình chính thức thành lập Hội dòng của Thánh Phanxicô Đệ Salê (tiếng Latin: Societas Sancti Francisci Salesii), với hàm ý noi gương Đức ái Tông đồ, sự Hiền lành và lòng kiên nhẫn. Ngày 25 tháng 3 năm 1855, Micae Rua trở thành tu sĩ đầu tiên thực hiện lời tuyên khấn dòng. Năm 1860, Giuse Rossi trở thành Sư huynh đầu tiên được đón nhận vào Dòng. Sau đó, ngày 14 tháng 6 năm 1862, 22 tu sĩ Salêdiêng khác đã thực hiện lời tuyên khấn.
Gioan Bosco cũng đã thành lập Dòng Con Đức Mẹ phù hộ (còn được gọi là Dòng Nữ Salêdiêng Don Bosco) vào ngày 5 tháng 8 năm 1872. Năm 1876, ông thành lập Hiệp hội Cộng tác viên Salêdiêng. Ba Nhóm này và nhiều Nhóm được thành lập sau này liên kết với nhau thành Gia đình, một tổ chức xã hội Công giáo thống nhất. Vào năm 1872, ông tiếp tục lập thêm hai hội dòng khác: Hội Đức Mẹ hằng Cứu giúp để bảo trợ ơn gọi linh mục; Hội Dòng nữ Salésienne nhằm giáo dục các em cô nhi. Các tổ chức này có tầm ảnh hưởng rộng khắp ngay khi ông còn tại thế.
Với những nỗ lực không mệt mỏi của mình, Gioan Bosco kiệt sức, lâm bệnh và qua đời ngày 31 tháng 1 năm 1888 tại Torino, hưởng thọ 73 tuổi. Ghi nhận những công lao của ông với giáo hội và xã hội, 1909 được phong Á thánh, 2/6/1929 được phong Chân phước và 1/4/1934 Giáo hoàng Piô XI đã phong ngài lên bậc hiển thánh với biệt hiệu: CHA và THẦY của thanh thiếu niên.